# Indeterminism
Indeterminism är en filosofisk ståndpunkt som hävdar att det finns åtminstone vissa händelser som inte helt bestäms av bakomliggande kausala faktorer. Dessa kan antingen vara helt slumpmässiga eller endast delvis orsakade. Indeterminism är motsatsen till determinism och är mycket relevant för frågan om fri vilja.

## Inom naturvetenskap
Förr i tiden antogs det allmänt inom naturvetenskapen att om en händelse eller ett beteende i ett system inte kunde förutsägas så berodde det på kunskapsbrist om omständigheterna. Det vill säga, med tillräckligt stor kunskap om omständigheterna kring en specifik händelse skulle man enligt detta synsätt kunna förutsäga exakt vad som skulle hända i nästa ögonblick ("Om du kände till alla krafter som verkade i ett tärningsslag skulle du kunna förutsäga vilka nummer som skulle komma"). Med kvantmekanikens uppkomst förändrades emellertid denna deterministiska syn. Enligt åtminstone vissa tolkningar av kvantmekaniken, som Köpenhamnstolkningen, uppträder de allra minsta fysiska enheterna indeterministiskt, i enlighet med osäkerhetsprincipen. Kvantmekanikens indeterminism mötte ursprungligen stort motstånd, bland annat från Einstein, men har så småningom kommit att accepteras av allt fler forskare. Ett flertal experiment har bekräftat denna egenskap hos kvantmekaniken, där Bells teorem av Alain Aspect står ut som särskilt betydelsefullt då det visade att determinism och lokalitetsprincipen inte båda kan vara sanna. Det finns dock tolkningar av kvantmekaniken som är förenliga med determinismen.

## Typer av orsaker
Man skiljer vanligtvis mellan två typer av orsaker: nödvändiga och tillräckliga.

### Nödvändiga orsaker
Om x är en nödvändig orsak till y så implicerar y med nödvändighet att x är fallet. Att x är fallet implicerar dock inte att y är fallet.

### Tillräckliga orsaker
Om x är en tillräcklig orsak till y så implicerar x med nödvändighet att y är fallet. En annan orsak, z, kan dock även den orsaka y. Att y är fallet implicerar med andra ord inte att x är fallet.
Daniel Dennett påpekar i Freedom Evolves att det är möjligt för allting att ha en orsak, även om indeterminismen är sann och framtiden är "öppen", eftersom en nödvändig orsak inte leder till en och endast en oundviklig framtid. "Allting har inte en orsak" är således inte en proposition som följer av indeterminism.